# EV Carinae
 EV Carinae es una estrella supergigante roja ,se encuentra en la constelación de Carina a unos 4203 Años luz de la Tierra o del Sol, de tipo espectral M4la, posee una temperatura de 3574K.Con una magnitud aparente de 7.89, una magnitud absoluta de - 2.66, una masa de 30 a 50 soles, una luminosidad de 200000 veces la del Sol y con un radio 1168 veces mayor al del Sol. Esta es la estrella más grande de la constelación de Carina, si estuviera en lugar del Sol sería un poco más grande que la órbita de Júpiter. 